# ماتياس خيمينيز
ماتياس خيمينيز (بالإسبانية: Matías Giménez)‏ (23 ديسمبر 1984 في الأرجنتين - ) هو لاعب كرة قدم أرجنتيني في مركز الوسط. لعب مع أرجنتينوس جونيورز وأوليمبيا أسونسيون وبانفيلد وبوكا جونيورز وتيغري ونادي أتليتيكو بيلغرانو ونادي سان لورينزو وهوراكان وريونيغرو أغيلاس.

## وصلات خارجية
- ماتياس خيمينيز على موقع قاعدة بيانات كرة القدم.إي يو (الإنجليزية)
- ماتياس خيمينيز على موقع Soccerway.com (الإنجليزية)